# 4520 Dovzhenko
4520 Dovzhenko је астероид главног астероидног појаса чија средња удаљеност од Сунца износи 2,274 астрономских јединица (АЈ).
Апсолутна магнитуда астероида је 13,0.